# Lista de prefeitos de Limeira
Esta é a lista de prefeitos e vice-prefeitos do município de Limeira, estado brasileiro de São Paulo. De 1893 a 1907, o cargo correspondente ao do prefeito era o chamado intendente geral ou municipal.
O cargo de prefeito foi criado em 11 de abril de 1835, pela assembleia provincial paulista, em reação aos amplos poderes conferidos pelo Código de Processo Criminal de 1832 às câmaras municipais. Seguiram o exemplo paulista seis províncias do nordeste brasileiro (Alagoas, Ceará, Maranhão, Paraíba, Pernambuco e Sergipe).
Sob a vigente ordem constitucional, essa designação é dada ao funcionário público do Poder Executivo municipal, que exerce seu cargo em função de uma legislatura (mandato), sendo para tanto eleito a cada quatro anos, podendo ser reeleito por mais 4 anos (segundo mandato).
Funções
O poder executivo municipal chefia a administração e comanda os serviços públicos, tendo como comandante o prefeito.
A partir da constituição brasileira de 1934, o cargo de prefeito passou a ser o único, em todo o Brasil, ao qual estão atribuídas as funções de chefe do poder executivo do governo local, em simetria aos chefes dos executivos da União e do estado, portanto, em forma monocrática. Este texto quer dizer que deverá haver harmonia e integração de ação entre as esferas envolvidas sem a intervenção de uma na outra, exceto nos casos previstos na Constituição Federal.
Eleições
O prefeito é eleito por sufrágio universal, secreto, direto, em pleito simultâneo em todo o País, realizado a cada quatro anos, no primeiro domingo de outubro.
E trinta dias após tem lugar o segundo turno, se o eleito em primeiro lugar não atingir 50% dos votos válidos mais um voto, no caso de municípios com mais de duzentos mil eleitores.
Conforme a legislação eleitoral atual no Brasil para tornar-se elegível, exige-se uma série de requisitos;
- Possuir nacionalidade brasileira ou portuguesa (neste caso, o cidadão português deve se encontrar amparado pelo Estatuto de Igualdade entre Portugueses e Brasileiros),
- Título de eleitor em dia e estar em gozo pleno do exercício dos direitos políticos,
- Domicilio eleitoral na circunscrição na qual o candidato se apresenta,
- Filiação partidária,
- Ser alfabetizado (tópico invalidado pela atual constituição brasileira de 1988),
- Desincompatibilização de cargo público — Se ocupa um cargo público deve sair seis meses antes das eleições e voltar caso possa só após seis meses ao pleito eleitoral,
- Renúncia de outro mandado até seis meses antes do pleito e não ser parente afim ou consangüíneo, até segundo grau, ou cônjuge de titular de cargo eletivo; pode, entretanto, ser candidato à reeleição (artigo 14 da Constituição),
- Ter idade mínima de 21 anos.

| N.º | Nome                                    | Partido político | Início do mandato       | Fim do mandato          | Observações                                               |
| 1   | Joaquim Maynert Kehl                    | PRP              | 11 de julho de 1893     | 31 de dezembro de 1895  | Intendente nomeado pelo Governador do Estado              |
| 2   | Machado de Campos                       | PRP              | 1º de janeiro de 1896   | 15 de abril de 1897     | Intendente nomeado pelo Governador do Estado              |
| 3   | Joaquim Augusto de Barros Penteado      | PRP              | 16 de abril de 1897     | 30 de novembro de 1898  | Intendente nomeado pelo Governador do Estado              |
| 4   | Belizário Leite de Barros               | PRP              | 1º de dezembro de 1898  | 14 de janeiro de 1899   | Intendente nomeado pelo Governador do Estado              |
| 5   | Cândido Pereira Gustavo                 | PRP              | 15 de janeiro de 1899   | 4 de setembro de 1900   | Intendente nomeado pelo Governador do Estado              |
| 6   | Manuel de Toledo Barros                 | PRP              | 5 de setembro de 1900   | 12 de dezembro de 1901  | Intendente nomeado pelo Governador do Estado              |
| 7   | Belizário Leite de Barros               | PRP              | 13 de dezembro de 1901  | 14 de abril de 1902     | Intendente nomeado pelo Governador do Estado              |
| 8   | Joaquim Augusto de Barros Penteado      | PRP              | 15 de abril de 1902     | 1º de outubro de 1903   | Intendente nomeado pelo Governador do Estado              |
| 9   | Joaquim Leite do Canto                  | PRP              | 2 de outubro de 1903    | 21 de novembro de 1904  | Intendente eleito de forma indireta pela Câmara Municipal |
| 10  | Joaquim Augusto de Barros Penteado      | PRP              | 22 de novembro de 1904  | 3 de novembro de 1905   | Intendente eleito de forma indireta pela Câmara Municipal |
| 11  | Flamínio Augusto de Toledo Barros       | PRP              | 4 de novembro de 1905   | 26 de novembro de 1906  | Intendente eleito de forma indireta pela Câmara Municipal |
| 12  | Joaquim Leite do Canto                  | PRP              | 27 de novembro de 1906  | 4 de dezembro de 1907   | Intendente eleito de forma indireta pela Câmara Municipal |
| 13  | Flamínio Augusto de Toledo Barros       | PRP              | 5 de dezembro de 1907   | 11 de outubro de 1907   | Intendente eleito de forma indireta pela Câmara Municipal |
| 14  | Joaquim Leite do Canto                  | PRP              | 12 de outubro de 1907   | 28 de dezembro de 1907  | Intendente eleito de forma indireta pela Câmara Municipal |
| 15  | Flamínio Augusto de Toledo Barros       | PRP              | 29 de dezembro de 1907  | 9 de abril de 1908      | Intendente eleito de forma indireta pela Câmara Municipal |
| 16  | Alfredo Ferraz de Abreu                 | PRP              | 10 de abril de 1908     | 15 de maio de 1911      | Intendente nomeado pelo Governador do Estado              |
| 17  | José Levy Sobrinho                      | PRP              | 16 de maio de 1911      | 10 de agosto de 1914    | Intendente nomeado pelo Governador do Estado              |
| 18  | Joaquim Leite do Canto                  | PRP              | 11 de agosto de 1914    | 9 de outubro de 1914    | Intendente nomeado pelo Governador do Estado              |
| 19  | Mário de Sousa Queirós                  | PRP              | 10 de outubro de 1914   | 31 de janeiro de 1918   | Intendente nomeado pelo Governador do Estado              |
| 20  | Alberto Ferreira da Silva               | PRP              | 1º de fevereiro de 1918 | 31 de dezembro de 1920  | Intendente nomeado pelo Governador do Estado              |
| 21  | Flamínio Augusto de Toledo Barros       | PRP              | 1º de janeiro de 1921   | 31 de dezembro de 1923  | Intendente nomeado pelo Governador do Estado              |
| 22  | Joaquim Manuel Pereira                  | PRP              | 1º de janeiro de 1924   | 1º de agosto de 1924    | Intendente nomeado pelo Governador do Estado              |
| 23  | Vicente Ferraz Pacheco                  | PRP              | 2 de agosto de 1924     | 16 de outubro de 1924   | Intendente nomeado pelo Governador do Estado              |
| 24  | Joaquim Manuel Pereira                  | PRP              | 17 de outubro de 1924   | 19 de fevereiro de 1925 | Intendente nomeado pelo Governador do Estado              |
| 25  | Flamínio Augusto de Toledo Barros       | PRP              | 20 de fevereiro de 1925 | 14 de dezembro de 1925  | Intendente nomeado pelo Governador do Estado              |
| 26  | Joaquim Manuel Pereira                  | PRP              | 15 de dezembro de 1925  | 27 de fevereiro de 1926 | Intendente nomeado pelo Governador do Estado              |
| 27  | Adão Duarte do Páteo                    | PRP              | 28 de fevereiro de 1926 | 15 de novembro de 1928  | Intendente nomeado pelo Governador do Estado              |
| 28  | Horácio de Campos Barros                | PRP              | 16 de novembro de 1928  | 28 de março de 1930     | Intendente nomeado pelo Governador do Estado              |
| 29  | Lauro Corrêa da Silva                   | PRP              | 29 de março de 1930     | 31 de dezembro de 1932  | Intendente nomeado pelo Governador do Estado              |
| 30  | Alfredo Ferraz de Abreu                 | PRP              | 1º de janeiro de 1933   | 25 de fevereiro de 1934 | Intendente nomeado pelo Governador do Estado              |
| 31  | José Marciliano da Costa Júnior         | PRP              | 26 de fevereiro de 1934 | 8 de setembro de 1934   | Intendente nomeado pelo Governador do Estado              |
| 32  | Maria Teresa Silveira de Barros Camargo | PRP              | 9 de setembro de 1934   | 17 de dezembro de 1934  | Intendente nomeado pelo Governador do Estado              |
| 33  | José Marciliano da Costa Júnior         | PRP              | 18 de dezembro de 1934  | 22 de abril de 1935     | Intendente nomeado pelo Governador do Estado              |
| 34  | Gumercindo Godói                        | PP               | 23 de abril de 1935     | 29 de abril de 1936     | Intendente nomeado pelo Governador do Estado              |
| 35  | José Marciliano da Costa Júnior         | PP               | 30 de abril de 1936     | 17 de dezembro de 1936  | Intendente nomeado pelo Governador do Estado              |
| 36  | Lauro Corrêa da Silva                   | PP               | 18 de dezembro de 1936  | 27 de abril de 1938     | Intendente nomeado pelo Governador do Estado              |
| 37  | José Levy Sobrinho                      | PDB              | 28 de abril de 1938     | 30 de março de 1939     | Prefeito nomeado por Adhemar de Barros                    |
| 38  | Ary Levy Pereira                        | PDB              | 31 de março de 1939     | 31 de dezembro de 1942  | Prefeito nomeado por Adhemar de Barros                    |
| 39  | Jorge Molina Cintra                     | PSD              | 1º de janeiro de 1943   | 21 de fevereiro de 1944 | Prefeito nomeado por Fernando Costa                       |
| 40  | Lucas Alvarenga Ferreira                | PRP              | 22 de fevereiro de 1944 | 27 de outubro de 1945   | Prefeito nomeado por Fernando Costa                       |
| 41  | Otávio Lopes Castelo Branco             | PDC              | 28 de outubro de 1945   | 7 de novembro de 1945   | Prefeito nomeado por Nogueira de Lima                     |
| 42  | Francisco Silveira Filho                | PDC              | 8 de novembro de 1945   | 18 de dezembro de 1946  | Prefeito nomeado por José Macedo Soares                   |
| 43  | Otávio Lopes Castelo Branco             | PDC              | 19 de dezembro de 1946  | 5 de janeiro de 1947    | Prefeito nomeado por José Macedo Soares                   |
| 44  | Ary Levy Pereira                        | PDC              | 6 de janeiro de 1947    | 14 de março de 1947     | Prefeito nomeado por José Macedo Soares                   |
| 45  | Nelson de Barros Camargo                | PDC              | 15 de março de 1947     | 23 de maio de 1947      | Prefeito nomeado por José Macedo Soares                   |
| 46  | José Marciliano da Costa Júnior         | PDC              | 24 de maio de 1947      | 17 de agosto de 1947    | Prefeito nomeado por José Macedo Soares                   |
| 47  | Mário de Sousa Queirós Filho            | PDC              | 18 de agosto de 1947    | 3 de dezembro de 1947   | Prefeito nomeado por José Macedo Soares                   |
| 48  | Lucas Alvarenga Ferreira                | PSP              | 4 de dezembro de 1947   | 30 de janeiro de 1948   | Prefeito nomeado por Adhemar de Barros                    |

## Prefeitos democraticamente eleitos (1948–presente)
| Nº | Nome                                | Partido | Vice-prefeito                        | Início do mandato       | Fim do mandato          | Observações                                                                                   |
| 49 | José Marciliano da Costa Júnior     | PTB     | Aluízio Gonçalves Werneck            | 31 de janeiro de 1948   | 30 de janeiro de 1952   | Prefeito eleito em sufrágio universal                                                         |
| 50 | Virgínio Ometto                     | PSP     | António Mesquita Júnior (PSD)        | 31 de janeiro de 1952   | 30 de janeiro de 1956   | Prefeito e vice eleitos em sufrágio universal                                                 |
| 51 | José Adriano Lopes Castello Branco  | PSD     | Mário de Souza Queiroz Filho (PSD)   | 31 de janeiro de 1956   | 30 de janeiro de 1960   | Prefeito e vice eleitos em sufrágio universal                                                 |
| 52 | Jurandir da Paixão de Campos Freire | PSP     | Hamilton Parma                       | 31 de janeiro de 1960   | 14 de novembro de 1962  | Prefeito eleito em sufrágio universal                                                         |
| 53 | Renato de Almeira                   | UDN     | Cargo vago                           | 15 de novembro de 1962  | 30 de janeiro de 1964   | Presidente da Câmara Municipal no cargo de Prefeito                                           |
| 54 | Palmyro Paulo Veronesi d'Andréa     | ARENA   | Maurício de Carvalho Ferreira        | 31 de janeiro de 1964   | 30 de janeiro de 1969   | Prefeito eleito em sufrágio universal                                                         |
| 55 | Sebastião Fumagalli                 | ARENA   | Antônio Octávio Cintra               | 31 de janeiro de 1969   | 30 de janeiro de 1973   | Prefeito eleito em sufrágio universal                                                         |
| 56 | Palmyro Paulo Veronesi d'Andréa     | ARENA   | Hélio Braz de Oliveira               | 31 de janeiro de 1973   | 30 de janeiro de 1977   | Prefeito eleito em sufrágio universal                                                         |
| 57 | Waldemar Matos Silveira             | ARENA   | José Israel Vargas                   | 31 de janeiro de 1977   | 31 de janeiro de 1983   | Prefeito eleito em sufrágio universal                                                         |
| 58 | Jurandir da Paixão de Campos Freire | PMDB    | Luís de Oliveira Castro              | 1 de fevereiro de 1983  | 31 de dezembro de 1988  | Prefeito eleito em sufrágio universal                                                         |
| 59 | Palmyro Paulo Veronesi d'Andréa     | PFL     | Paulo Valladares Versiani Caldeira   | 1 de janeiro de 1989    | 31 de dezembro de 1992  | Prefeito eleito em sufrágio universal                                                         |
| 60 | Jurandir da Paixão de Campos Freire | PMDB    | Antônio Gilberto Fávero              | 1 de janeiro de 1993    | 31 de dezembro de 1996  | Prefeito e vice eleitos em sufrágio universal                                                 |
| 61 | Pedro Teodoro Kühl                  | PSDB    | José Carlos Pejon (PSDB)             | 1 de janeiro de 1997    | 31 de dezembro de 2000  | Prefeito e vice eleitos em sufrágio universal                                                 |
| 61 | Pedro Teodoro Kühl                  | PSDB    | José Carlos Pejon (PSDB)             | 1 de janeiro de 2001    | 12 de novembro de 2002  | Prefeito e vice reeleitos em sufrágio universal                                               |
| 62 | José Carlos Pejon                   | PSDB    | Cargo vago                           | 13 de novembro de 2002  | 31 de dezembro de 2004  | Vice-prefeito reeleito no cargo de Prefeito após renúncia do titular                          |
| 63 | Silvio Félix da Silva               | PDT     | Orlando José Zovico (PMDB)           | 1 de janeiro de 2005    | 31 de dezembro de 2008  | Prefeito e vice eleitos em sufrágio universal                                                 |
| 63 | Silvio Félix da Silva               | PDT     | Orlando José Zovico (PMDB)           | 1 de janeiro de 2009    | 24 de fevereiro de 2012 | Prefeito e vice reeleitos em sufrágio universal                                               |
| 64 | Orlando José Zovico                 | PMDB    | —                                    | 25 de fevereiro de 2012 | 31 de dezembro de 2012  | Vice-prefeito reeleito no cargo de Prefeito após titular ser cassado por Comissão Processante |
| 65 | Paulo Cezar Junqueira Hadich        | PSB     | Antônio Carlos Lima (PT)             | 1 de janeiro de 2013    | 31 de dezembro de 2016  | Prefeito e vice eleitos em sufrágio universal                                                 |
| 66 | Mário Celso Botion                  | PSD     | Júlio César Pereira dos Santos (DEM) | 1 de janeiro de 2017    | 31 de dezembro de 2020  | Prefeito e vice eleitos em sufrágio universal                                                 |
| 66 | Mário Celso Botion                  | PSD     | Erika Christina Tank Moya (PL)       | 1 de janeiro de 2021    | 31 de dezembro de 2024  | Prefeito reeleito e vice eleita em sufrágio universal                                         |
| 67 | Murilo Berbert Avigo Félix          | Podemos | Fabiano D'Andrea (Podemos)           | 1 de janeiro de 2025    | Atualidade              | Prefeito e vice eleitos em sufrágio universal                                                 |